# Аббатство Сен-Жермен (Осер)
Аббатство Сен-Жерме́н (фр. Abbaye Saint-Germain d'Auxerre) — бывшее бенедиктинское аббатство, крупный духовный и культурный центр средневековой Франции. Главная культурная достопримечательность и визитная карточка французского города Осер.

## Исторический очерк
Первое сооружение на месте будущего монастыря по преданию заложил Св. Герман, покровитель Осера. Небольшая воздвигнутая им часовня предназначалась для упокоения мощей святомученика Маврикия и его товарищей по Фиванскому легиону. Там же 1 октября 448 года был захоронен и сам Герман.
В начале VI века по приказу меровингской королевы Хродехильды часовня была перестроена в церковь (базилику). Во времена Каролингов вокруг неё сформировалось аббатство. После чудесного исцеления от глазной болезни графа Конрада (шурина Людовика I) в 840 году была заложена крипта (строительство закончено в 857 году), куда в 860 году были перенесены останки Св. Германа; в 865 году размер крипты превысил 100 м. О культурном расцвете монастырской школы во второй половине IX в. свидетельствуют сохранившееся житие (в стихах) св. Германа, составленное в 863—866 годах учеником Рабана Мавра Эриком Осерским, другие богословские труды, а также его обширные глоссы к философским сочинениям Аристотеля (в латинском переводе IV в.) и Боэция. Там же в 860—882 годах работал ученик Эрика Ремигий Осерский. Составленный им (самый обширный в средневековье) комментарий к философской энциклопедии Марциана Капеллы представляет собой скрупулёзное лингвистическое исследование, содержащее среди прочего и некоторые ссылки на музыкальные реалии средневекового быта.
В 1039—1047 году в аббатстве жил и трудился хронист, монах-бенедиктинец Рауль Глабер, закончивший здесь, возможно, работу над «Историей своего времени в пяти книгах».

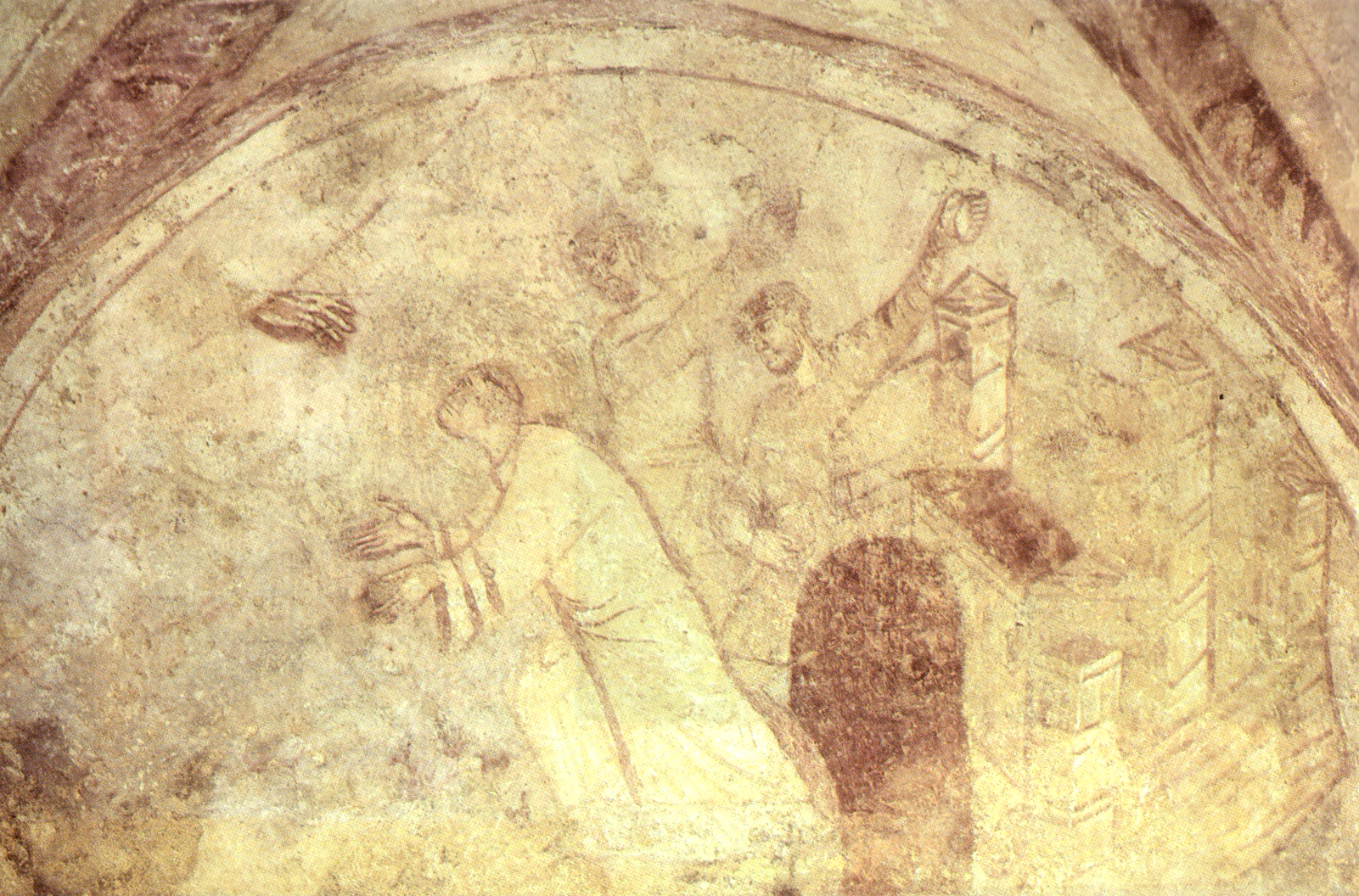
Каролингская фреска в крипте осерского аббатства Сен-Жермен

Во второй половине XII века к нефу церкви был пристроен романский фасад с двумя башнями (до наших дней от него сохранилась южная башня). В 1277—1398 годах была затеяна новая реконструкция храма в готическом стиле. В 1567 году монастырь был частично разрушен гугенотами, в 1810 после секуляризации подвергся дальнейшему разрушению. В 1817 году был воздвигнут неоготический фасад; при этом южная башня больше не соединялась с храмом. На территории аббатства ныне функционирует Музей искусства и истории Осера.
Крипты аббатства Сен-Жермен знамениты древнейшими фресками Франции, восходящими к 850 году (были раскрыты в 1927 году). На них, в частности, изображено пленение первомученика Св. Стефана. Сама многоярусная крипта, расположенная с восточной стороны церкви, являет собой важнейший памятник каролингской архитектуры во Франции.